# 南無阿彌陀佛！-蓮台 UTENA-
《南無阿彌陀佛!-蓮台 UTENA-》（日语：なむあみだ仏っ！-蓮台UTENA-）是由DMM GAMES開發的网页游戏、手機遊戲，前身是2016年3月15日開始在Ameba、mixi、GREE運營的社交卡牌類遊戲《南無阿彌陀佛！ 》（なむあみだ仏っ！），已於2018年7月31日停止營運。
2018年8月8日在埼玉大宮山東光寺發表了本作的製作成果會，同時宣布改編電視動畫的消息。
官方自稱遊戲類型為“煩惱淨化戰鬥RPG”，以佛教的神祇為主要角色，預定於2019年冬開始運營。

## 劇情簡介
世間眾生皆無法逃脫的生老病死之苦，救濟的方法即是……“覺悟”。
在戰爭結束後，獲得覺悟的王子成為釋迦如來，拯救了世界。之後漫長的時間流逝……如今正是末法之世。
曾經妨礙釋迦覺悟的煩惱化身·魔羅，為了向釋迦復仇而與惡魔締結契約，企圖利用煩惱來支配眾生（人類）。
另一方面，為了守護眾生而出面阻止魔羅的，乃是以釋迦為首、名為“十三佛”的眾佛，以及佛教的兩大護法善神“帝釋天”及“梵天”。
魔羅與眾佛圍繞眾生的戰鬥就此開始。

## 登場人物
- 帝釋天：水中雅章
- 梵天：前野智昭
- 大日如來：柿原徹也
- 阿閦如來：小林裕介
- 阿彌陀如來：平川大輔
- 釋迦如來：森久保祥太郎
- 藥師如來：松岡禎丞
- 文殊菩薩：木島隆一
- 普賢菩薩：堀江瞬
- 地藏菩薩：八代拓
- 彌勒菩薩：村瀨步
- 觀音菩薩：內田雄馬
- 勢至菩薩：天崎滉平
- 虛空藏菩薩：谷山紀章
- 不動明王：河西健吾
- 迦樓羅天：山下大輝
- 阿修羅王：鈴木達央
- 魔羅：大塚剛央

## 電視動畫
電視動畫於2019年4月開始播出。

### 製作團隊
- 原案 - DMM GAMES／Visualworks
- 監督 - 小黑晃[1]
- 動畫導演 - 上田繁
- 系列構成 - 吉田惠里香[1]
- 人物設計 - 加藤真人[1]
- 副人物設計 - 鶴田眸
- 道具設計 - 今門卓也（第2話-）
- 美術監督 - 甲斐政俊
- 美術設定 - 荒井和浩、堺駿介
- 色彩設計 - 田中美穂
- 撮影監督 - 大島由貴
- VFX導演 - 中西康祐
- 編輯 - 本田優規
- 音響監督 - 本山哲
- 音樂 - 藤澤慶昌[1]
- 音樂製作人 - 藤江将希、三上政高
- 音樂製作 - DMM music
- 製作人 - 今川寛隆、澤田愛理
- 動畫製作人 - 河内山隆
- 動畫製作 - 旭Production[1]
- 製作 - DMM pictures[1]

### 主題曲
片頭曲
作詞 - 深川琴美 / 作曲・編曲 - 三好啓太 / 歌 - 帝釈天（水中雅章）
片尾曲
作詞・作曲・歌 - 大橋ちっぽけ / 編曲 - akin

### 各話列表
| 話數     | 日文標題 | 中文標題                       | 劇本                 | 分鏡            | 演出     | 作畫監督 | 總作畫監督                |
| -------- | -------- | ------------------------------ | -------------------- | --------------- | -------- | --- | ------------------------- |
| 第一話   |          | 煩惱之犬揮之不去               | 吉田惠里香           | 小黑晃          | 上田繁   | 水竹修治 池田結姬、星野車蜂                                                                                 | 池田結姬                  |
| 第二話   |          | 沒有能勝過朋友的財寶           | 吉田惠里香           | 小黑晃          | 鈴木芳成 | 荻原滿 鶴田眸                                                                                               | 鶴田眸                    |
| 第三話   |          | 在當然的陰影中綻放的花朵       | 宮本武史             | 高林久彌 小黑晃 | 高林久彌 | 小林史緒裡 重國浩子、藤井文乃                                                                               | 加藤真人                  |
| 第四話   |          | 腳踏實地方能實現願望           | 宮本武史             | のりみそのみ    | 大塚隆寬 | 橋本航平、大瀧那佳 樋口香住、中澤亞子                                                                       | 鶴田眸                    |
| 第五話   |          | 一個謊言引出一百個謊言         | 吉田恵里香           | 上田繁          | 上田繁   | 阿部島瑠珠 池田結姫、星野車蜂                                                                               | 池田結姫、加藤真人        |
| 第六話   |          | 如果要寬恕請看罪人的臉         | 吉田恵里香           | 名村英敏        | 中西陽介 | 水竹修治、高見明男 石原満、小島裕佳                                                                         | 加藤真人                  |
| 第七話   |          | 你不能回到過去但是可以開闊未來 | 吉田恵里香           | 吉田惠里香      | 小林孝志 | 萩原みちる、和田勝之 岩佐とも子、菊川孝司 島崎克実、星野車蜂                                                | -                         |
| 第八話   |          | 不去看并不代表消失             | 宮本武史             | 高林久彌        | 高林久彌 | 小林史緒里、重国浩子 藤井文乃                                                                               | 加藤真人                  |
| 第九話   |          | 用笑容点燃无明之夜吧           | 吉田恵里香、米山和仁 | 名村英敏        | 大塚隆寬 | 橋本航平、大滝那佳 Lee Young Mi、Hong Kyung Chun Hong In Soo                                                | 鶴田眸、加藤真人          |
| 第十話   |          | 疑心的果实不会有种子           | 宮本武史             | 小黑晃 上田繁   | 上田繁   | 小黑晃、水竹修治 星野車蜂、森川侑紀                                                                         | 池田結姫、加藤真人        |
| 第十一話 |          | 若无烦恼则不会再有觉悟         | 吉田恵里香、米山和仁 | 高林久彌 小黑晃 | 高林久彌 | 石堂伸晴、長尾圭悟 和田勝之、橋本航平 菊川孝司、荻原みちる                                                  | 鶴田眸                    |
| 第十二話 |          | 与意马心猿和解吧               | 吉田惠里香           | 望月智充        | 上田繁   | 島崎克実、星野車蜂 重國浩子、藤井文乃 水竹修治、小林史織里 上野卓志、森川侑紀 大滝那佳、荻原みちる 橋本航平 | 加藤真人、池田結姫 鶴田眸 |

### 藍光與DVD
| 卷數   | 發售日期      | 收錄話數        | 規格編號  | 規格編號  |
| 卷數   | 發售日期      | 收錄話數        | 藍光版    | DVD版     |
| ------ | ------------- | --------------- | --------- | --------- |
| 第一佛 | 2019年6月28日 | 第1話 ~ 第3話   | DMPXA-032 | DMPBA-054 |
| 第二佛 | 2019年7月26日 | 第4話 ~ 第6話   | DMPXA-033 | DMPBA-055 |
| 第三佛 | 2019年8月30日 | 第7話 ~ 第9話   | DMPXA-034 | DMPBA-056 |
| 第四佛 | 2019年9月27日 | 第10話 ~ 第12話 | DMPXA-035 | DMPBA-057 |

### 播放電視台
| 播放日期                | 播放時間                   | 放送局   | 対象地域 | 備註            |
| ----------------------- | -------------------------- | -------- | -------- | --------------- |
| 2019年4月8日 - 6月24日  | 星期一 20:00 - 20:30       | AT-X     | 日本全域 | CS放送 / 有重播 |
|                         | 星期一 22:30 - 23:00       | TOKYO MX | 東京都   |                 |
| 2019年4月9日 - 6月25日  | 星期二 1:00 - 1:30         | BS11     | 日本全域 | BS放送          |
| 2019年4月11日 - 6月27日 | 星期四 23:30 - 星期五 0:00 | KBS京都  | 京都府   |                 |
| 2019年4月12日 - 6月28日 | 星期五 22:30 - 23:00       | J:視     | 日本全域 |                 |

## 外部連結
- なむあみだ仏っ！-蓮台 UTENA- 公式サイト（页面存档备份，存于）（日語）
- 【公式】なむあみだ仏っ！-蓮台 UTENA-的X（前Twitter）（日語）
- TVアニメ「なむあみだ仏っ！- 蓮台 UTENA -」公式サイト（页面存档备份，存于）（日語）
- TVアニメ「なむあみだ仏っ！-蓮台 UTENA-」公式的X（前Twitter）（日語）